# Pukguksong-1
Die Pukguksong-1 ist eine U-Boot-gestützte ballistische Mittelstreckenrakete aus nordkoreanischer Entwicklung. Im Ausland wird sie teilweise KN-11 oder Polaris-1 genannt. Je nach Transkription wird sie auch Pukkuksong-1 oder Bukgeuksong-1 geschrieben. Pukguksong bedeutet auf Koreanisch Polarstern, daher die westliche Benennung als Polaris-1.
Ende 2014 gab Nordkorea erstmals den Start einer neuen U-Boot-gestützten ballistischen Rakete bekannt. Insgesamt wurden bis Ende 2016 elf Testflüge oder -starts absolviert, von denen jedoch viele fehlschlugen. Erst am 24. August 2016 fand beim letzten Start der erste erfolgreiche Flug über eine Distanz von 500 km statt. Nach koreanischen Angaben soll die Pukguksong-1 Atomsprengköpfe transportieren können. Die Rakete soll von der sich im Bau befindenden Sinpo-Klasse, einem Nachfolgemodell der Golf-Klasse, eingesetzt werden.